# Leptocentrus paganus
Leptocentrus paganus är en insektsart som beskrevs av Capener 1966. Leptocentrus paganus ingår i släktet Leptocentrus och familjen hornstritar. Inga underarter finns listade i Catalogue of Life.